# Pete La Roca
Pete La Roca (echte naam Peter Sims) (New York, 7 april 1938 – 20 november 2012) was een Amerikaanse jazz-drummer in de hardbop.
La Roca, de zoon van een trompettist en een pianiste, studeerde aan de High School of Music and Art en de Manhattan School of Music. Drummer Max Roach hoorde hem spelen in jazzclub Birdland en beval hem vervolgens aan bij saxofonist Sonny Rollins, met wie hij speelde in de jaren 1957-1959. Daarna speelde La Roca met hardbop-groepen van onder andere Jaki Byard, Jackie McLean, Art Farmer, Joe Henderson, John Coltrane, Bill Evans, J.R. Monterose, Kenny Dorham, Paul Bley, Slide Hampton en Sonny Clark. Begin jaren zestig had hij kort een eigen band. Halverwege de jaren zestig werkte hij met Farmer en Charles Lloyd. Ook nam hij indertijd, in 1965, een eerste album onder eigen naam op. In 1967 maakte hij een tweede plaat met een groep met daarin onder meer Chick Corea, "Turkish Woman at the Bath". Rond 1968 verliet hij de muziekwereld om als advocaat aan de slag te gaan. Toen zijn tweede plaat in 1968 door Muse werd heruitgebracht als een Chick Corea-plaat, zonder La Roca's toestemming, wist La Roca dat met succes aan te vechten bij de rechtbank. In 1997 verscheen van La Roca toch weer een nieuw opgenomen jazzplaat.
In 2012 overleed La Roca aan de gevolgen van longkanker.

## Discografie (selectie)
als leider:
- Basra, Blue Note, 1965
- Turkish Woman at the Bath, Douglas, 1967 (Bliss!, Muse, 1968)
- Swingtime, Blue Note, 1997

met Sonny Rollins:
- Night at the Village Vanguard, Blue Note, 1957

met Jaki Byard
- Hi-Fly (New Jazz, 1962)

met Sonny Clark
- Sonny Clark Quintets (Blue Note, 1965)

met Johnny Coles
- Little Johnny C (Blue Note, 1963)

met Art Farmer
- To Sweden with Love (Atlantic, 1964) - met Jim Hall
- Sing Me Softly of the Blues (Atlantic, 1965)

met Don Friedman
- Circle Waltz (Riverside, 1962)

met Joe Henderson
- Page One (Blue Note, 1963)
- Our Thing (Blue Note, 1963)

met Freddie Hubbard
- Blue Spirits (Blue Note, 1964)
- The Night of the Cookers (Blue Note, 1965)

met Booker Little
- Booker Little and Friend (Bethlehem, 1961)

met Charles Lloyd
- Of Course, Of Course (Columbia, 1965)

met Jackie McLean
- New Soil (Blue Note, 1959)
- Bluesnik (Blue Note, 1961)

met George Russell
- The Outer View (Riverside, 1962)